# Welsh voetbalelftal in 2013
Het Welsh voetbalelftal speelde in totaal negen interlands in het jaar 2013, waaronder zes wedstrijden in de kwalificatiereeks voor de WK-eindronde 2014 in Brazilië. De selectie stond voor onder leiding van bondscoach Chris Coleman, de opvolger van de overleden Gary Speed. Op de FIFA-wereldranglijst steeg Wales in 2013 van de 81ste (januari 2013) naar de 56ste plaats (december 2013).

## Balans
| Wedstrijden | Wedstrijden | Wedstrijden | Wedstrijden | Doelpunten | Doelpunten | Doelpunten | Punten |
| Gespeeld    | Winst       | Gelijk      | Verlies     | Voor       | Tegen      | Saldo      | Punten |
| ----------- | ----------- | ----------- | ----------- | ---------- | ---------- | ---------- | ------ |
| 9           | 3           | 3           | 3           | 9          | 11         | –2         | 1.000  |

## Interlands
|                                                                 |                               |       |                |                                                                                   |
| 6 februari Vriendschappelijk № 600 «onderlinge duels» 19:45 uur | Wales                         | 2 – 1 | Oostenrijk     | Liberty Stadium, Swansea Toeschouwers: 8.000 Scheidsrechter: Menashe Masiah (ISR) |
| 6 februari Vriendschappelijk № 600 «onderlinge duels» 19:45 uur | Gareth Bale 21' Sam Vokes 52' |       | 75' Marc Janko | Liberty Stadium, Swansea Toeschouwers: 8.000 Scheidsrechter: Menashe Masiah (ISR) |

|                                                                     |                    |       |                                      |                                                                                 |
| 22 maart WK-kwalificatie Groep A № 601 «onderlinge duels» 20:00 uur | Schotland          | 1 – 2 | Wales                                | Hampden Park, Glasgow Toeschouwers: 39.365 Scheidsrechter: Antony Gautier (FRA) |
| 22 maart WK-kwalificatie Groep A № 601 «onderlinge duels» 20:00 uur | Grant Hanley 45+2' |       | 72' Aaron Ramsey 74' Hal Robson-Kanu | Hampden Park, Glasgow Toeschouwers: 39.365 Scheidsrechter: Antony Gautier (FRA) |

|                                                                     |                        |       |                                       |                                                                                |
| 26 maart WK-kwalificatie Groep A № 602 «onderlinge duels» 20:00 uur | Wales                  | 1 – 2 | Kroatië                               | Liberty Stadium, Swansea Toeschouwers: 12.500 Scheidsrechter: Luca Banti (ITA) |
| 26 maart WK-kwalificatie Groep A № 602 «onderlinge duels» 20:00 uur | Gareth Bale 21' (pen.) |       | 77' Dejan Lovren 87' Eduardo da Silva | Liberty Stadium, Swansea Toeschouwers: 12.500 Scheidsrechter: Luca Banti (ITA) |

|                                                                  |       |       |         |                                                                                         |
| 14 augustus Vriendschappelijk № 603 «onderlinge duels» 19:45 uur | Wales | 0 – 0 | Ierland | Cardiff City Stadium, Cardiff Toeschouwers: 20.000 Scheidsrechter: Pavel Královec (CZE) |
| 14 augustus Vriendschappelijk № 603 «onderlinge duels» 19:45 uur |       |       |         | Cardiff City Stadium, Cardiff Toeschouwers: 20.000 Scheidsrechter: Pavel Královec (CZE) |

|                                                                        |                                               |       |                         |                                                                                 |
| 6 september WK-kwalificatie Groep A № 604 «onderlinge duels» 19:00 uur | Macedonië                                     | 2 – 1 | Wales                   | Philip II Arena, Skopje Toeschouwers: 13.000 Scheidsrechter: Sascha Kever (SUI) |
| 6 september WK-kwalificatie Groep A № 604 «onderlinge duels» 19:00 uur | Ivan Tričkovski 20' Aleksandar Trajkovski 80' |       | 39' (pen.) Aaron Ramsey | Philip II Arena, Skopje Toeschouwers: 13.000 Scheidsrechter: Sascha Kever (SUI) |

|                                                                         |       |                                                             |        |                                                                                          |
| 10 september WK-kwalificatie Groep A № 605 «onderlinge duels» 20:45 uur | Wales | 0 – 3                                                       | Servië | Cardiff City Stadium, Cardiff Toeschouwers: 7.500 Scheidsrechter: Szymon Marciniak (POL) |
| 10 september WK-kwalificatie Groep A № 605 «onderlinge duels» 20:45 uur |       | 8' Filip Đorđević 38' Aleksandar Kolarov 55' Lazar Marković |        | Cardiff City Stadium, Cardiff Toeschouwers: 7.500 Scheidsrechter: Szymon Marciniak (POL) |

|                                                                       |                  |       |           |                                                                                        |
| 11 oktober WK-kwalificatie Groep A № 606 «onderlinge duels» 20:45 uur | Wales            | 1 – 0 | Macedonië | Cardiff City Stadium, Cardiff Toeschouwers: 11.257 Scheidsrechter: Suren Baliyan (ARM) |
| 11 oktober WK-kwalificatie Groep A № 606 «onderlinge duels» 20:45 uur | Simon Church 67' |       |           | Cardiff City Stadium, Cardiff Toeschouwers: 11.257 Scheidsrechter: Suren Baliyan (ARM) |

|                                                                       |                     |       |                  |                                                                                             |
| 15 oktober WK-kwalificatie Groep A № 607 «onderlinge duels» 20:45 uur | België              | 1 – 1 | Wales            | Koning Boudewijnstadion, Brussel Toeschouwers: 45.401 Scheidsrechter: Sergej Karasjov (RUS) |
| 15 oktober WK-kwalificatie Groep A № 607 «onderlinge duels» 20:45 uur | Kevin De Bruyne 64' |       | 88' Aaron Ramsey | Koning Boudewijnstadion, Brussel Toeschouwers: 45.401 Scheidsrechter: Sergej Karasjov (RUS) |

|                                                                  |               |       |                  |                                                                                               |
| 16 november Vriendschappelijk № 608 «onderlinge duels» 19:00 uur | Wales         | 1 – 1 | Finland          | Cardiff City Stadium, Cardiff Toeschouwers: 11.809 Scheidsrechter: Sébastien Delferière (BEL) |
| 16 november Vriendschappelijk № 608 «onderlinge duels» 19:00 uur | Andy King 58' |       | 90+1' Riku Riski | Cardiff City Stadium, Cardiff Toeschouwers: 11.809 Scheidsrechter: Sébastien Delferière (BEL) |

## FIFA-wereldranglijst
| JAN | FEB | MAR | APR | MEI | JUN | JUL | AUG | SEP | OKT | NOV | DEC |
| --- | --- | --- | --- | --- | --- | --- | --- | --- | --- | --- | --- |
| 81  | 68  | 71  | 49  | 49  | 45  | 46  | 46  | 52  | 44  | 56  | 56  |

## Statistieken
| Boaz Myhill       | 1982-11-09 | West Bromwich Albion   | 6 | 0 | 0 | 19 | 0  |
| Wayne Hennessey   | 1987-01-24 | Yeovil Town            | 3 | 0 | 0 | 41 | 0  |
| Verdediging       |            |                        |   |   |   |    |    |
| Chris Gunter      | 1989-07-21 | Reading                | 8 | 1 | 0 | 51 | 0  |
| Benjamin Davies   | 1993-04-24 | Swansea City           | 6 | 1 | 0 | 9  | 0  |
| Ashley Williams   | 1984-08-23 | Swansea City           | 6 | 0 | 0 | 44 | 1  |
| Sam Ricketts      | 1981-10-11 | Wolverhampton W.       | 5 | 0 | 0 | 51 | 0  |
| Neil Taylor       | 1989-02-07 | Swansea City           | 3 | 1 | 0 | 14 | 0  |
| James Collins     | 1983-08-23 | West Ham United        | 3 | 0 | 0 | 43 | 2  |
| Adam Matthews     | 1992-01-13 | Celtic                 | 2 | 1 | 0 | 12 | 0  |
| Jazz Richards     | 1991-04-12 | Huddersfield Town      | 1 | 2 | 0 | 4  | 0  |
| Danny Gabbidon    | 1979-08-08 | Crystal Palace         | 1 | 0 | 0 | 47 | 0  |
| James Wilson      | 1989-02-26 | Cheltenham Town        | 0 | 1 | 0 | 1  | 0  |
| Middenveld        |            |                        |   |   |   |    |    |
| Joe Ledley        | 1987-01-23 | Celtic                 | 7 | 0 | 0 | 50 | 3  |
| Andy King         | 1988-10-29 | Leicester City         | 5 | 3 | 1 | 23 | 2  |
| Aaron Ramsey      | 1990-12-26 | Arsenal FC             | 5 | 0 | 3 | 30 | 8  |
| Gareth Bale       | 1989-07-16 | Real Madrid            | 4 | 1 | 2 | 43 | 11 |
| David Vaughan     | 1983-02-18 | Nottingham Forest      | 4 | 1 | 0 | 37 | 1  |
| Jack Collison     | 1988-10-02 | West Ham United        | 4 | 0 | 0 | 15 | 0  |
| Jonathan Williams | 1993-10-09 | Crystal Palace         | 3 | 1 | 0 | 4  | 0  |
| Joe Allen         | 1990-03-14 | Liverpool              | 3 | 0 | 0 | 15 | 0  |
| Andrew Crofts     | 1984-05-29 | Brighton & Hove Albion | 1 | 2 | 0 | 27 | 0  |
| Declan John       | 1995-06-30 | Cardiff City           | 1 | 0 | 0 | 1  | 0  |
| David Cotterill   | 1987-12-04 | Doncaster Rovers       | 0 | 1 | 0 | 20 | 1  |
| Owain Tudur-Jones | 1984-10-15 | Hibernian              | 0 | 1 | 0 | 7  | 0  |
| Aanval            |            |                        |   |   |   |    |    |
| Craig Bellamy     | 1979-07-13 | Cardiff City           | 8 | 0 | 0 | 78 | 19 |
| Hal Robson-Kanu   | 1989-05-21 | Reading                | 6 | 2 | 1 | 19 | 1  |
| Simon Church      | 1988-12-10 | Charlton Athletic      | 3 | 3 | 1 | 25 | 2  |
| Sam Vokes         | 1989-10-21 | Burnley                | 1 | 5 | 1 | 30 | 5  |
| Craig Davies      | 1986-01-09 | Bolton Wanderers       | 0 | 1 | 0 | 7  | 0  |
| Jermaine Easter   | 1982-01-15 | Millwall               | 0 | 1 | 0 | 11 | 0  |
| Harry Wilson      | 1997-03-22 | Liverpool              | 0 | 1 | 0 | 1  | 0  |

FAW · A-internationals · Bondscoaches · Statistieken · Welsh vrouwenelftal · Brits olympisch elftal · Wales U21 · Wales U20 · Wales U19 · Wales U18 · Wales U17 · Wales U16
1876 – 1899 ·
1900 – 1919 ·
1920 – 1929 ·
1930 – 1939 ·
1940 – 1949 ·
1950 – 1959 ·
1960 – 1969 ·
1970 – 1979 ·
1980 – 1989 ·
1990 – 1999 ·
2000 – 2009 ·
2010 – 2019 ·
2020 − 2029
EK 2016 · 
EK 2020
WK 1958
1876 · 
1877 · 
1878 · 
1879 · 
1880 · 
1881 · 
1882 · 
1883 · 
1884 · 
1885 · 
1886 · 
1887 · 
1888 · 
1889 · 
1890 · 
1891 · 
1892 · 
1893 · 
1894 · 
1895 · 
1896 · 
1897 · 
1898 · 
1899 · 
1900 · 
1901 · 
1902 · 
1903 · 
1904 · 
1905 · 
1906 · 
1907 · 
1908 · 
1909 · 
1910 · 
1911 · 
1912 · 
1913 · 
1914 · 
1915 · 1916 · 1917 · 1918 · 1919 · 
1920 · 
1921 · 
1922 · 
1923 · 
1924 · 
1925 · 
1926 · 
1927 · 
1928 · 
1929 · 
1930 · 
1931 · 
1932 · 
1933 · 
1934 · 
1935 · 
1936 · 
1937 · 
1938 · 
1939 · 
1940 · 1941 · 1942 · 1943 · 1944 · 1945 · 
1946 · 
1947 · 
1948 · 
1949 · 
1950 · 
1952 · 
1952 · 
1953 · 
1954 · 
1955 · 
1956 · 
1957 · 
1958 · 
1959 · 
1960 · 
1961 · 
1962 · 
1963 · 
1964 · 
1965 · 
1966 · 
1967 · 
1968 · 
1969 · 
1970 · 
1971 · 
1972 · 
1973 · 
1974 · 
1975 · 
1976 · 
1977 · 
1978 · 
1979 · 
1980 · 
1981 · 
1982 · 
1983 · 
1984 · 
1985 · 
1986 · 
1987 · 
1988 · 
1989 · 
1990 · 
1991 · 
1992 · 
1993 · 
1994 · 
1995 · 
1996 · 
1997 · 
1998 · 
1999 · 
2000 · 
2001 · 
2002 · 
2003 · 
2004 · 
2005 · 
2006 · 
2007 · 
2008 · 
2009 · 
2010 · 
2011 · 
2012 · 
2013 · 
2014 · 
2015 · 
2016 · 
2017 ·
2018 ·
2019 ·
2020 ·
2021 ·
2022 ·
2023
Albanië ·
Andorra ·
Argentinië ·
Armenië ·
Australië ·
Azerbeidzjan ·
België ·
Bosnië en Herzegovina ·
Brazilië ·
Bulgarije ·
Canada ·
Chili ·
China ·
Costa Rica ·
Cyprus ·
DDR ·
Denemarken ·
Duitsland ·
Engeland ·
Estland ·
Faeröer ·
Finland ·
Frankrijk ·
Georgië ·
Gibraltar ·
Griekenland ·
Hongarije ·
Ierland ·
IJsland ·
Iran ·
Israël ·
Italië ·
Jamaica ·
Japan ·
Joegoslavië ·
Kazachstan ·
Koeweit ·
Kroatië ·
Letland ·
Liechtenstein ·
Luxemburg ·
Malta ·
Mexico ·
Moldavië ·
Montenegro ·
Nederland ·
Nieuw-Zeeland ·
Noord-Ierland ·
Noord-Macedonië ·
Noorwegen ·
Oekraïne ·
Oostenrijk ·
Panama ·
Paraguay ·
Polen ·
Portugal · 
Qatar ·
Roemenië ·
Rusland ·
San Marino ·
Saoedi-Arabië ·
Schotland ·
Servië ·
Servië en Montenegro ·
Slovenië ·
Slowakije ·
Sovjet-Unie ·
Spanje ·
Trinidad & Tobago ·
Tsjechië ·
Tsjecho-Slowakije ·
Tunesië ·
Turkije ·
Uruguay ·
Verenigde Staten ·
Wit-Rusland ·
Zuid-Korea ·
Zweden ·
Zwitserland
Engeland (2016) · 
Denemarken (2021) · 
Italië (2021) · 
Rusland (2016) ·
Slowakije (2016) · 
Turkije (2021) · 
Zwitserland (2021)